# Varennes-Vauzelles
Varennes-Vauzelles este o comună în departamentul Nièvre din centrul Franței. În 2009 avea o populație de 9.475 de locuitori.

## Evoluția populației
| An        | 1975  | 1982   | 1990   | 1999   | 2006  | 2009  |
| --------- | ----- | ------ | ------ | ------ | ----- | ----- |
| Populație | 8.552 | 10.071 | 10.602 | 10.211 | 9.573 | 9.475 |